# Liste der Kulturdenkmäler in Leisel
In der Liste der Kulturdenkmäler in Leisel sind alle Kulturdenkmäler der rheinland-pfälzischen Ortsgemeinde Leisel aufgeführt. Grundlage ist die Denkmalliste des Landes Rheinland-Pfalz (Stand: 12. Juni 2023).

## Denkmalzonen
| Bezeichnung          | Lage                                                                             | Baujahr                 | Beschreibung | Bild            |
| -------------------- | -------------------------------------------------------------------------------- | ----------------------- | --- | --------------- |
| Denkmalzone Ortskern | Hauptstraße 23, 25, 26, 27, 28, 30, 32, 34, Burbacher Straße 2, Hofstraße 4 Lage | 18. und 19. Jahrhundert | Ortskern des Haufendorfes mit Schule und Pfarrhaus; kennzeichnendes Dorfbild mit Quereinhäusern und Streugehöften, 18. und 19. Jahrhundert | BW              |
| Denkmalzone Friedhof | westlich des Ortes, unmittelbar östlich der Kirche Heiligenbösch Lage            | 1838                    | 1838 angelegt, nach 1945 als Reformfriedhof erweitert; Bruchsteinmauer; Grabsteine ab 1857, gusseiserne Kreuze (Asbacherhütte?); monumentales Kriegerdenkmal für die Gefallenen des Ersten Weltkriegs aus Leisel, Schwollen und Hattgenstein, Entwurf Hans Best, Kreuznach, Ausführung Mittler & Co., Obermendig | Fotos hochladen |

## Einzeldenkmäler
| Bezeichnung                            | Lage                    | Baujahr                           | Beschreibung | Bild                           |
| -------------------------------------- | ----------------------- | --------------------------------- | --- | ------------------------------ |
| Badisches Amtshaus                     | Hauptstraße 28 Lage     | 1767                              | Streugehöft mit Wohnhaus, Scheune mit Pferdestall, Schweine- und Hühnerstall sowie kleinerem Wohn- oder Gesindehaus; Haupthaus, teilweise Fachwerk, teilweise verschiefert, abgewalmtes Mansarddach, bezeichnet 1767; ortsbildprägend | BW                             |
| Quereinhaus                            | Hauptstraße 30 Lage     | erste Hälfte des 19. Jahrhunderts | Quereinhaus, teilweise Fachwerk (verputzt oder verschiefert), wohl aus der ersten Hälfte des 19. Jahrhunderts; ortsbildprägend | BW                             |
| Quereinhaus                            | Hauptstraße 32 Lage     | erste Hälfte des 19. Jahrhunderts | stattliches Quereinhaus, teilweise Fachwerk (verputzt oder verschiefert), wohl aus der ersten Hälfte des 19. Jahrhunderts | BW                             |
| Quereinhaus                            | Hauptstraße 44 Lage     | erste Hälfte des 19. Jahrhunderts | ehemaliges Quereinhaus mit Edelsteinschleiferei, im Kern aus der ersten Hälfte des 19. Jahrhunderts | BW                             |
| Evangelische Pfarrkirche Heiligenbösch | westlich des Ortes Lage | 13. Jahrhundert                   | Westturm 13. Jahrhundert (?), Schiff 1730, über Badeanlagen einer Villa rustica; mit Ausstattung | weitere Bilder Fotos hochladen |